# Hans-Jürgen Orthmann
Hans-Jürgen Orthmann (* 5. Februar 1954 in Niederschelderhütte, Rheinland-Pfalz) ist ein ehemaliger deutscher Leichtathlet und Silbermedaillen-Gewinner bei den Crosslauf-Weltmeisterschaften 1980 in Paris.
Er war einer der führenden deutschen Langstreckenläufer der 1970er und 1980er Jahre. Besonders bei Crossläufen machte sich Hans-Jürgen Orthmann einen Namen. Sein Markenzeichen war auch eine gelbe Mütze, die er oft bei Cross-Rennen trug. Er wurde wegen seiner schlanken Statur (1,90 m, 60 kg) „Sehne“ genannt.
Wegen des deutschen Olympiaboykotts konnte Hans-Jürgen Orthmann über 10.000 Meter am Rennen nicht an den Olympischen Spielen 1980 in Moskau teilnehmen, obwohl er sich auf dieser Strecke für die Olympiade qualifiziert hatte und nominiert worden wäre.

## Biographie

### Cross-Weltmeisterschaften
Von 1975 bis 1987 wurde Hans-Jürgen Orthmann jedes Jahr für die Cross-Weltmeisterschaften nominiert.
Gleich bei seiner ersten Teilnahme, als er erst einundzwanzig war, wurde er Neunter.
In der Folge platzierte sich Hans-Jürgen Orthmann bei den Cross-Weltmeisterschaften bis 1984 ständig unter den ersten Zehn, den ersten Zwanzig oder den ersten Dreißig, in einem Wettbewerb über 12 km, bei dem unter den Fünfzig alle vertreten sind, die im Langstreckenbereich Rang und Namen haben, sei es über 5000 Meter, 10.000 Meter, 3000 Meter Hindernis oder im Straßenlauf, Halbmarathon und Marathon.

### Bedeutung dieser Wettbewerbe
Alberto Cova wurde 1982 Siebter bei den Cross-Weltmeisterschaften, die am 21. März in Rom stattfanden, und in der gleichen Saison Europameister, als er am 10. September über 10.000 Meter in Athen seinen ersten Titel gewann.
Cova nahm mehrmals erfolgreich an den Cross-Weltmeisterschaften teil, erreichte jedoch nie eine bessere Platzierung als Platz sieben.
Im Jahr 1984, als Alberto Cova am 6. August Olympiasieger über 10.000 Meter und einige Monate davor Elfter bei den Cross-Weltmeisterschaften am 25. März in New York wurde, gewann Carlos Lopes die Cross-Weltmeisterschaft in New York und am 12. August den Marathonlauf bei den Olympischen Spielen in Los Angeles vor John Treacy, dem Cross-Weltmeister der Jahre 1978 und 1979.

### Erfolg 1980
Am 9. März 1980 errang Hans-Jürgen Orthmann seinen größten Erfolg bei den Cross-Weltmeisterschaften in Paris über 12 km, die vor 20000 Zuschauern im Park Bois de Boulogne auf der Pferderennbahn Longchamp ausgetragen wurden.
Auf der Zielgerade überholte er den lange Zeit Führenden Nick Rose und wurde 80 Meter vor dem Ziel von Craig Virgin überspurtet. Hans-Jürgen Orthmann wurde mit einer Sekunde Rückstand Zweiter, drei Sekunden vor Nick Rose.

### Sonstige Tätigkeiten
Hans-Jürgen Orthmann hat des Öfteren den Verein gewechselt, wobei er kleinere Vereine bevorzugte. Einige sehr kleine Vereine wie den Zugzwang Wehbach oder den Laufzwang Wippetal gründete er sogar selbst.
Orthmann ist auch als Fußballschiedsrichter tätig. 1992 zeigte er in einem Fußballspiel der Siegerländer B-Kreisliga bis zur 60. Minute sechs Spielern des Vereins DJK Sportfreunde Eiserfeld die Rote Karte. Daraufhin wurde das Spiel abgebrochen. Bei der folgenden Spruchkammerverhandlung wurde Orthmann kein Fehlverhalten angelastet.
Orthmann ist 1. Vorsitzender des Schachbezirks Siegerland.

### Bilanz
- 22-maliger Deutscher Meister
- 41 Länderkämpfe
- 13 Teilnahmen an Crosslauf-Weltmeisterschaften in Folge
- 1973: Junioren-Europameister (3000 Meter)
- 1975: Militär-Cross-Weltmeister
- 1980: 3. Platz Halleneuropameisterschaften (3000 Meter)

- 1972: Jugendweltrekord 3000 Meter: 8:06,8 min in Brüssel
- 1980: Zweiter bei den Crosslauf-Weltmeisterschaften in Paris

### Persönliche Bestleistungen
| Disziplin         | Leistung     | Datum              | Ort               |
| ----------------- | ------------ | ------------------ | ----------------- |
| 1500 Meter        | 3:42,3 min   | 18. September 1976 | Trier             |
| 3000 Meter        | 7:48,09 min  | 1. September 1976  | Köln              |
| 5000 Meter        | 13:30,53 min | 6. Juli 1982       | Stockholm         |
| 10.000 Meter      | 28:02,92 min | 29. Mai 1985       | Aachen            |
| 25-km-Straßenlauf | 1:14:52 h    | 9. April 1977      | Paderborn         |
| Marathon          | 2:17:50 h    | 30. Oktober 1988   | Frankfurt am Main |